# Польно-Ялтуновское сельское поселение
По́льно-Ялтуно́вское се́льское поселе́ние — муниципальное образование в Шацком районе Рязанской области Российской Федерации. Административный центр — село Польное Ялтуново.

## Географическое положение
Польно-Ялтуновское сельское поселение расположено в центре Шацкого района Рязанской области. Границы сельского поселения определяются законом Рязанской области от 8.10.2008 № 117-ОЗ.

## Климат и природные ресурсы
Климат Польно-Ялтуновского сельского поселения умеренно континентальный, с тёплым летом и умеренно-холодной зимой. В течение года осадки распределяются неравномерно.
Основные реки — Цна и Шача, из озёр наиболее крупные — Ореховое, Дунин Омут и Лопатино.
Территория поселения расположена в зоне смешанных лесов (правый берег реки Цны) и лесостепей (левый берег реки Цны). Почвы на правобережье Цны серые лесные, на левобережье — преимущественно выщелоченные чернозёмы.
Полезные ископаемые: торф, глины, песок строительный.

## История
Поселение утверждено 14 апреля 2009 года советом депутатов муниципального образования Польно-Ялтуновское сельское поселение, в связи с законом «О наделении муниципального образования — Шацкий район статусом муниципального района», принятым Рязанской областной Думой 22 сентября 2004 года.

## Население
| 2010 | 2012 | 2013 | 2014 | 2015 | 2016 | 2017 |
| ---- | ---- | ---- | ---- | ---- | ---- | ---- |
| 936  | ↘891 | ↘863 | ↘835 | ↘783 | ↘756 | ↘726 |
| 2018 | 2019 | 2020 | 2021 |      |      |      |
| ↘708 | ↘683 | ↘669 | ↗793 |      |      |      |

## Состав сельского поселения
В состав сельского поселения входят 3 населённых пункта
1. Лесное Ялтуново (село) — 238[14]
2. Польное Ялтуново (село, административный центр) — 750[14]
3. Токарево (село) — 65[14]

## Экономика
По данным на 2015/2016 г. крупные промышленные и сельскохозяйственные предприятия на территории Польно-Ялтуновского сельского поселения отсутствуют.
Реализацией товаров и услуг занимаются несколько магазинов.

## Социальная инфраструктура
На территории Польно-Ялтуновского сельского поселения действуют: отделение почтовой связи, 2 фельдшерско-акушерских пункта (ФАПа), Польно-Ялтуновская средняя и Лесно-Ялтуновская начальная (филиал Польно-Ялтуновской СОШ) общеобразовательные школы, детский сад, Дом культуры, клуб и 2 библиотеки.

## Транспорт
Основные грузо- и пассажироперевозки осуществляются автомобильным транспортом. В непосредственной близости от сельского поселения проходит автомобильная дорога федерального значения М-5 «Урал»: Москва — Рязань — Пенза — Самара — Уфа — Челябинск.